# Simulium dolini
Simulium dolini is een muggensoort uit de familie van de kriebelmuggen (Simuliidae). De wetenschappelijke naam van de soort is voor het eerst geldig gepubliceerd in 1989 door Usova & Sukhomlin.